# メガ自動車
メガ自動車（メガ・モトールス、メハ・モトールス、ウクライナ語: ТОВ "Мега-Моторс"; ロシア語: ООО "Мега-Моторс"）は、ウクライナの自動車販売会社である。首都キーウに所在する。

## 概要
メガ自動車は、ウクライナにおける富士重工業(スバル)の販売代理店として、1997年に設立された。ボフダーン・コルポラーツィヤに所属しており、同グループのスバル輸入販売部門を担っている。ウクライナとドイツの合弁企業となっており、AvtoKrAZの大株主でもある。
また、メガ自動車は設立以来ウクライナのモータースポーツ大会にも積極的に参加しており、車輌技術スポンサーを務めている。